# Ketanji Brown Jackson
Ketanji Brown Jackson (Washington D. C. 14 de septiembre de 1970) es una abogada y jurista estadounidense, jueza asociada en la Corte Suprema de los Estados Unidos desde 2022, anteriormente se desempeñó como jueza federal en la Corte de Apelaciones del Circuito del Distrito de Columbia de los Estados Unidos. De 2013 a 2021, fue jueza de distrito en el Tribunal de Distrito de los Estados Unidos para el Distrito de Columbia. Jackson también fue vicepresidenta de la Comisión de Sentencias de los Estados Unidos de 2010 a 2014. Desde 2016 es miembro de la Junta de Supervisores de Harvard.
Nacida en Washington D. C., y criada en Miami, Florida, Jackson asistió a la Universidad de Harvard, donde fue editora de Harvard Law Review. Comenzó su carrera legal con tres pasantías, incluida una con el juez adjunto de la Corte Suprema de los Estados Unidos Stephen Breyer.
Después de que Breyer anunciara su jubilación en enero de 2022, Jackson fue nominada por el presidente Joe Biden para suceder a Breyer en la Corte Suprema. Jackson es la primera mujer negra en pertenecer en la Corte Suprema.

## Biografía
Ketanji Onyika Brown nació el 14 de septiembre de 1970 en Washington D. C. Su padre, Johnny Brown, era abogado y su madre, Ellery, era directora de escuela. Sus padres eran ambos graduados de colegios y universidades históricamente negros. Jackson creció en Miami, Florida, y asistió a Miami Palmetto Senior High School, donde fue miembro del equipo de oratoria y debate. En 1988, fue finalista en Interpretación Humorística en el torneo de la Liga Forense Nacional y campeona de Oratoria Original en el torneo de la Liga Forense Católica Nacional.
Después de terminar el instituto en 1988, Jackson estudió sistemas de gobierno en la Universidad de Harvard y se graduó en 1992 con un AB magna cum laude. Pasó un año como reportera e investigadora de la revista Time, y posteriormente asistió a la Facultad de Derecho de Harvard, donde fue editora supervisora de Harvard Law Review. Se graduó en 1996 con un Juris Doctor cum laude.
En 1996, Jackson se casó con Patrick G. Jackson, un cirujano. La pareja tiene dos hijas. El hermano de Patrick Jackson es el cuñado del que fue presidente de la Cámara de Representantes, Paul Ryan.

## Carrera profesional
Después de la facultad de derecho, Jackson fue asistente legal de la jueza Patti B. Saris del Tribunal de Distrito de EE. UU. para el Distrito de Massachusetts de 1996 a 1997, y más adelante lo sería del juez Bruce M. Selya del Tribunal de Apelaciones del Primer Circuito de EE. UU. desde 1997 a 1998. Pasó un año en la práctica privada en el bufete de abogados Miller Cassidy Larroca & Lewin con sede en Washington D. C. (ahora parte de Baker Botts), y posteriormente trabajó para el juez Stephen Breyer de la Corte Suprema de EE. UU. de 1999 a 2000.
Jackson trabajó en la práctica legal privada de 2000 a 2003.  De 2003 a 2005, fue asesora especial adjunta de la Comisión de Sentencias de los Estados Unidos.
De 2005 a 2007, Jackson fue asistente del defensor público federal en el Distrito de Columbia, donde manejó casos ante la Corte de Apelaciones de EE. UU. para el Circuito del Distrito de Columbia. De 2007 a 2010, Jackson fue litigante de apelaciones en Morrison & Foerster.

### Comisión de Sentencias de EE. UU.
El 23 de julio de 2009, el presidente Barack Obama nominó a Jackson para convertirse en vicepresidenta de la Comisión de Sentencias de EE. UU. El Senado de los Estados Unidos confirmó a Jackson por consenso el 11 de febrero de 2010. Sucedió a Michael E. Horowitz, quien ostentó el cargo desde 2003 hasta 2009. Jackson sirvió en la Comisión de Sentencias hasta 2014. Durante el tiempo de Jackson en la Comisión de Sentencias, se modificaron retroactivamente las Directrices de Sentencias con vistas a reducir el rango de penas para los delitos de crack (droga) y se promulgó la enmienda de "drogas menos dos", que implementó una reducción de dos niveles para los delitos de drogas.

### Tribunal de distrito

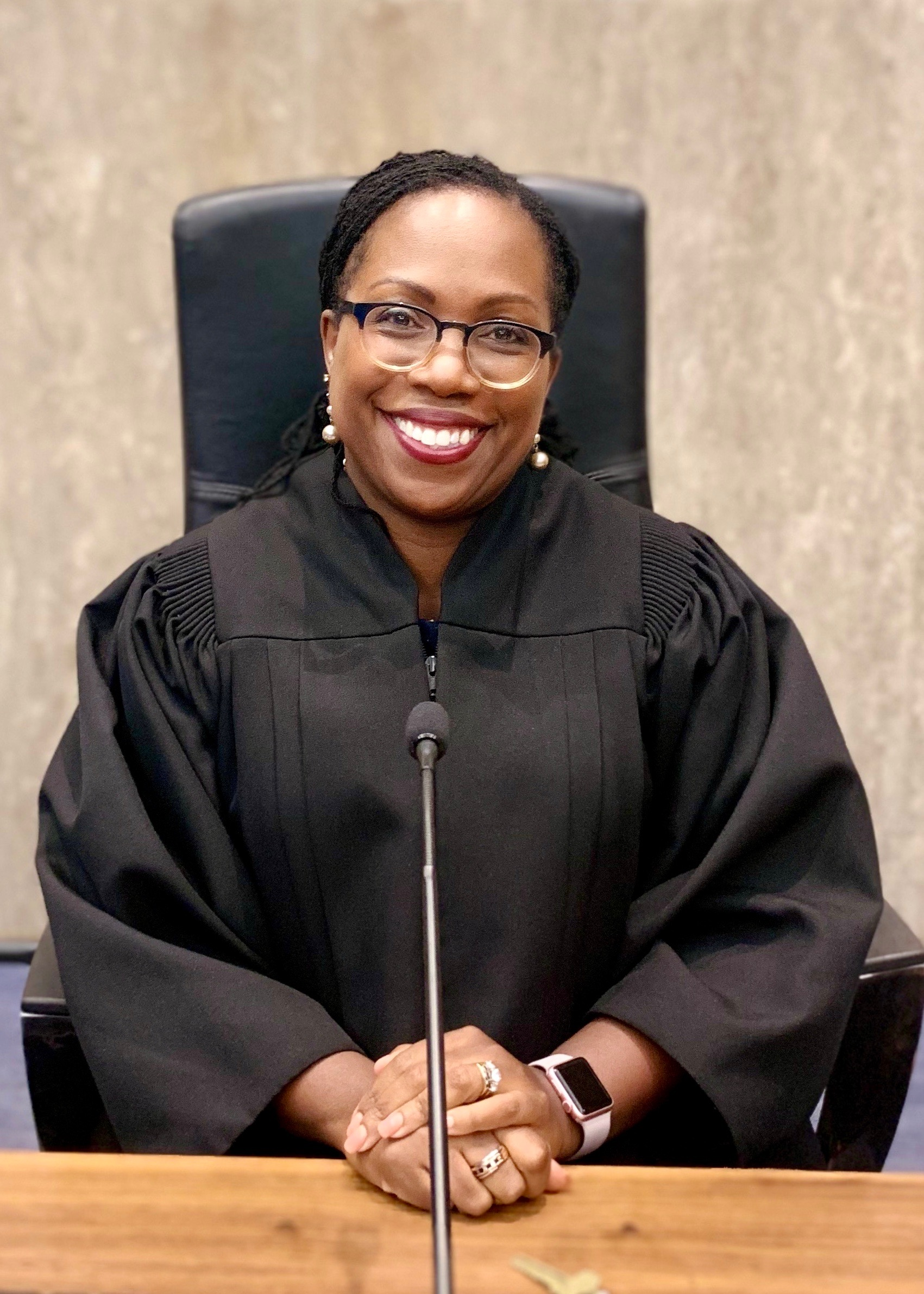
Jackson en la banca del Tribunal de Distrito de EE. UU. para el Distrito de Columbia

El 20 de septiembre de 2012, Obama nominó a Jackson para servir como juez del Tribunal de Distrito de los Estados Unidos para el Distrito de Columbia en el puesto que había dejado vacante el juez Henry H. Kennedy Jr., quien se jubiló el 18 de noviembre de 2011. El 2 de enero de 2013, su nominación fue devuelta a Obama porque el Senado aplazó la sesión sine die. El 3 de enero de 2013 fue reelegida en el mismo cargo; el 14 de febrero de 2013, su nominación fue informada al pleno del Senado por aclamación del Comité Judicial del Senado. Fue confirmada por el Pleno de la Cámara de Senadores por aclamación en la jornada legislativa del 22 de marzo de 2013. Tomó posesión el 26 de marzo de 2013.
Durante su tiempo en el Tribunal de Distrito, la jueza Jackson emitió múltiples opiniones en casos de alto perfil, fallando a favor y en contra tanto de la administración Obama como de la administración Trump.

### Sentencias notables
- El 11 de septiembre de 2013, en American Meat Institute v. Departamento de Agricultura de EE. UU., Jackson permitió preliminarmente que se mantuviera una norma del Departamento de Agricultura de EE. UU. que obligaba a los procesadores de la industria cárnica a identificar el país de origen del animal. Entendía que dicha norma no violaba la Primera Enmienda.[22]
- El 5 de septiembre de 2014, en Depomed v. Departamento de Salud y Servicios Humanos, Jackson dictaminó que la Administración de Drogas y Alimentos había violado la Ley de Procedimiento Administrativo al denegar a la compañía farmacéutica Depomed exclusividad de mercado para su medicamento Gralise, a pesar de que Gralise cumplía con los requisitos legales de exclusividad establecidos por la ley aplicable.[23]
- El 11 de septiembre de 2015, en Pierce v. Distrito de Columbia, Jackson dictaminó que el Departamento Correccional de DC violó los derechos de un recluso sordo conforme a la Ley de Estadounidenses con Discapacidades porque los funcionarios de la cárcel no evaluaron la necesidad de adaptaciones del recluso cuando llegó por primera vez a la cárcel.[24]
- En abril y junio de 2018, Jackson presidió dos casos que impugnaban la decisión del Departamento de Salud y Servicios Humanos de cancelar las subvenciones para programas de prevención de embarazos en adolescentes dos años antes.[25] Jackson dictaminó que la decisión de cancelar las subvenciones antes de tiempo, sin ninguna explicación, fue arbitraria y caprichosa.[26]
- El 15 de agosto de 2018, en AFGE, AFL-CIO v. Trump, Jackson invalidó las disposiciones de tres órdenes ejecutivas que habrían limitado el tiempo que los delegados sindicales de empleados federales podrían pasar con los miembros del sindicato, los temas que los sindicatos podrían negociar en las negociaciones y los derechos de los trabajadores sancionados para apelar las medidas disciplinarias.[27]
- El 23 de noviembre de 2018, Jackson sostuvo que 40 demandas derivadas de la desaparición del vuelo 370 de Malaysia Airlines, que se habían combinado en un solo litigio relativo a varios distritos, deberían presentarse en Malasia, no en los Estados Unidos.[28][29]
- El 4 de septiembre de 2019, en Center for Biological Diversity v. McAleenan, Jackson sostuvo que el Congreso había despojado a los tribunales federales de jurisdicción para conocer de las impugnaciones no constitucionales frente a la decisión del Secretario de Seguridad Nacional de Estados Unidos de renunciar a ciertos requisitos ambientales para facilitar la construcción de un muro fronterizo en la frontera entre Estados Unidos y México.[30]
- El 29 de septiembre de 2019, Jackson emitió una orden judicial preliminar en Make The Road New York v. McAleenan, bloqueando una norma de la agencia que habría ampliado las deportaciones de "vía rápida" sin juicio previo para inmigrantes indocumentados.[31] Jackson descubrió que el Departamento de Seguridad Nacional de EE. UU. había violado la Ley de Procedimiento Administrativo porque su decisión había sido arbitraria y caprichosa y la agencia no publicó el borrador de la norma para recibir comentarios antes de emitirla, lo que hizo que Jackson anulara dicha norma.[32]
- El 25 de noviembre de 2019, Jackson emitió un fallo en el Comité sobre el Poder Judicial de la Cámara de Representantes de los Estados Unidos v. McGahn en el que el Comité de la Cámara de Representantes demandaba a Don McGahn, ex-consejero de la Casa Blanca para la administración Trump, para obligarlo a cumplir con la citación para comparecer en una audiencia sobre su el procedimiento de impeachment sobre cuestiones de supuesta obstrucción de la justicia por parte de la administración. McGahn se negó a cumplir con la citación después de que el presidente de los Estados Unidos, Donald Trump, basándose en una teoría legal de inmunidad testimonial ejecutiva, ordenara a McGahn que no testificara. En una extensa opinión, Jackson falló a favor del Comité de la Cámara, sosteniendo que los asesores presidenciales de alto nivel "que han sido citados a declarar por un comité autorizado del Congreso deben comparecer para declarar en respuesta a esa citación", incluso si el presidente les ordena no hacerlo.[33] Jackson rechazó la afirmación de la administración de la inmunidad testimonial ejecutiva al sostener que "con respecto a los asesores presidenciales de alto nivel, no hay la inmunidad absoluta del proceso legislativo obligatorio".[34] Según Jackson, esa conclusión era "inevitable precisamente porque la comparecencia obligatoria en cumplimiento de una citación es una institución legal, no política, y según la Constitución, nadie está por encima de la ley".[34][35][36] El uso por parte de Jackson de la frase "los presidentes no son reyes" ganó la atención popular en los informes de los medios sobre el fallo.[37][38][39] El fallo fue posteriormente apelado por el Departamento de Justicia de EE. UU.[40] y solo se resolvió cuando, el 4 de junio de 2021, McGahn testificó a puerta cerrada en virtud de un acuerdo alcanzado con la administración de Biden.[41]

### Corte de apelaciones
El 30 de marzo de 2021, el presidente Joe Biden anunció su intención de nominar a Jackson para servir como jueza federal para la Corte de Apelaciones de los Estados Unidos del Distrito de Columbia. El 19 de abril de 2021, su nominación fue enviada al Senado. El presidente Biden nominó a Jackson para el puesto que dejó vacante el juez Merrick Garland, que se jubiló el 11 de marzo de 2021 para convertirse en fiscal general. El 28 de abril de 2021 se llevó a cabo una audiencia sobre su nominación ante el Comité Judicial del Senado. El 20 de mayo de 2021, quedó fuera por 13 a 9 votos. El 10 de junio de 2021, se invocó la clausura de su nominación con una votación de 52 a 46 El 14 de junio de 2021, el Senado de los Estados Unidos confirmó a Jackson en una votación de 53 a 44. Tomó posesión del cargo el 17 de junio de 2021.

### Afiliaciones

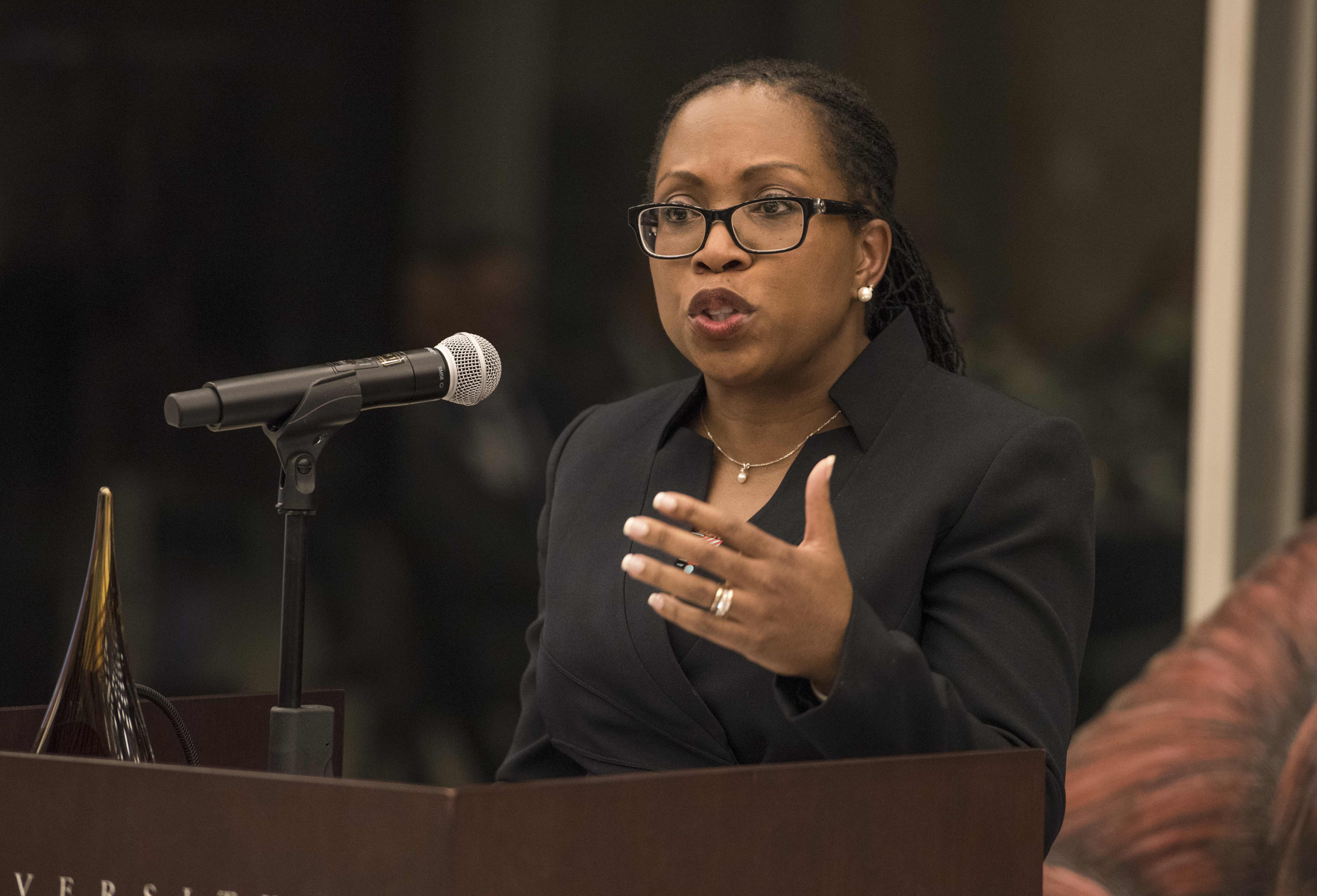
La jueza Ketanji Brown Jackson, homenajeado en la Tercera Cena Anual del Legado del Juez James B. Parsons, 24 de febrero de 2020

Jackson es miembro del Comité de la Conferencia Judicial de los EE. UU., así como de la Junta de Supervisores de la Universidad de Harvard y del Consejo del Instituto de Derecho Estadounidense. Actualmente también es miembro de la junta de Georgetown Day School, la junta de la Sociedad Histórica del Circuito DC, y la Comisión de Becarios de la Corte Suprema de EE. UU.
Jackson ha actuado como jueza en varios juicios simulados con la Shakespeare Theatre Company. En 2019, se unió a un panel compuesto por los jueces Ruth Bader Ginsburg y Stephen Breyer y los jueces Patricia Millett y Stephanos Bibas para escuchar un caso basado en la Orestíada. En 2017, Jackson y los jueces Merrick Garland, David Tatel, Thomas Griffith y Robert Wilkins escucharon un caso basado en Noche de Reyes. En 2016, junto con el juez Samuel Alito, el entonces juez Brett Kavanaugh, así como los jueces Thomas Griffith y Robert Wilkins, Jackson escuchó un caso basado en Romeo y Julieta. El caso ficticio fue defendido por la entonces fiscal general adjunta de los Estados Unidos, Elizabeth Prelogar, y el fiscal general del Distrito de Columbia, Karl Racine. Jackson también presidió un juicio simulado, organizado por la Facultad de Derecho Thomas R. Kline de la Universidad de Drexel en 2018, "para determinar si el vicepresidente Aaron Burr era culpable de asesinar" a Alexander Hamilton.
Jackson actúa regularmente como jueza del Programa de Simulacros de Tribunales de la Sociedad Histórica del Distrito de Columbia, que lleva a los estudiantes de secundaria de DC al juzgado federal para presentar argumentos orales en los casos de la Primera y la Cuarta Enmienda. En 2018, Jackson participó como panelista en el ayuntamiento del Centro Nacional de la Constitución sobre el legado de Alexander Hamilton.
Jackson también ha hablado en varias facultades de derecho. En 2017, Jackson se presentó en la 35a Conferencia Edith House de la Facultad de Derecho de la Universidad de Georgia. En 2020, Jackson dio la Conferencia del Día de Martin Luther King Jr. en la Facultad de Derecho de y fue honrada en la tercera Cena anual del Legado del Juez James B. Parsons de la Facultad de Derecho de la Universidad de Chicago, que fue organizada por el Asociación de Estudiantes de Leyes Negras de la escuela. En 2016, Jackson fue jueza durante el concurso del Tribunal de Apelaciones Morris Tyler Moot de la Facultad de Derecho de Yale.

### Corte Suprema de los EE.UU.

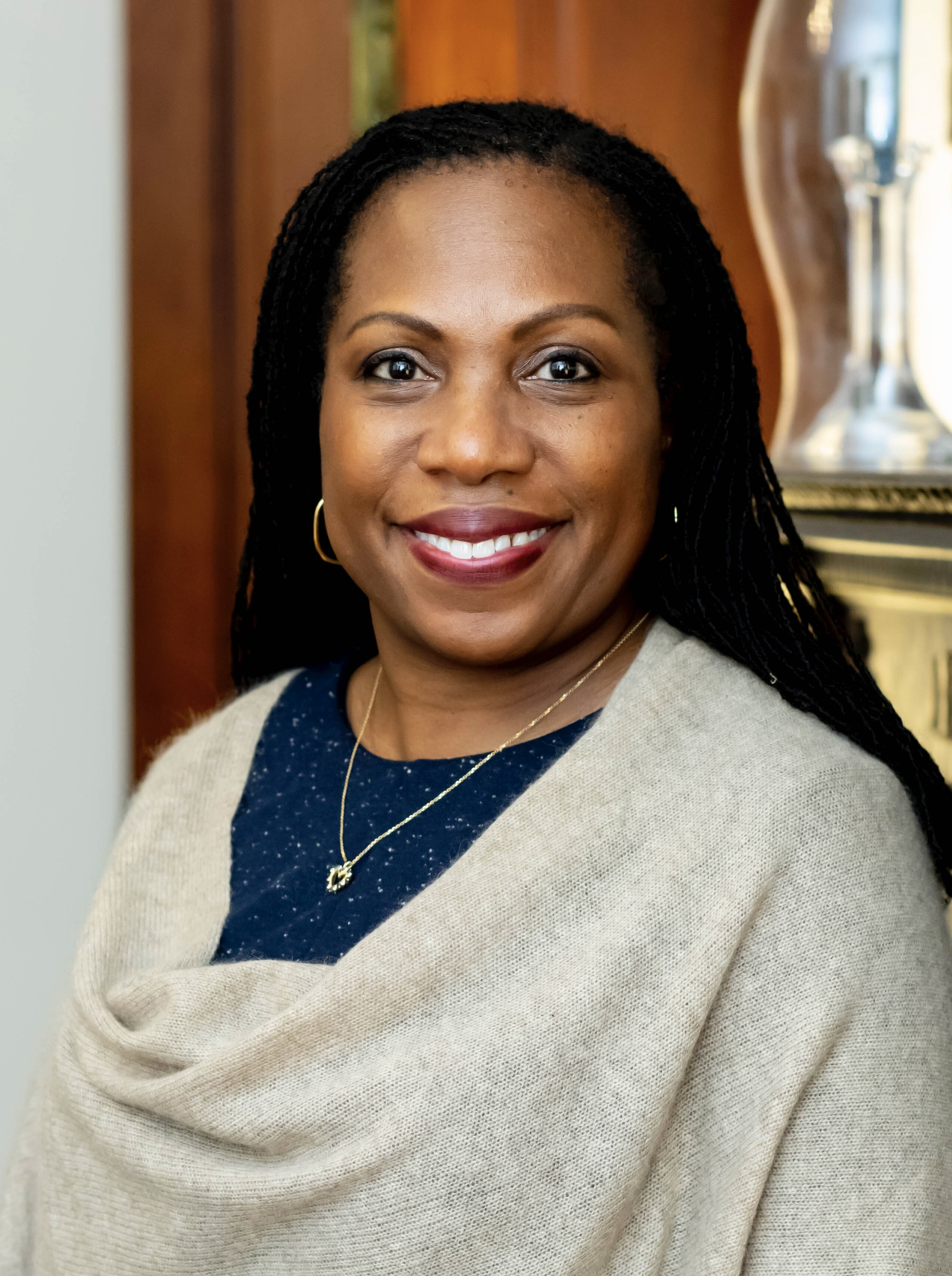
Jackson en 2020.

El 26 de febrero de 2016, el National Law Journal informó que la administración de Obama estaba investigando a Jackson como posible candidata a la Corte Suprema de EE. UU. En marzo de 2016, The Washington Post y Associated Press confirmaron esa información; Reuters informó que Jackson fue una de los cinco candidatos entrevistados como posible candidata para la vacante.
Joe Biden nominó a Jackson para la Corte Suprema de los Estados Unidos. Biden se había comprometido durante la campaña electoral presidencial de Estados Unidos de 2020 a nombrar a una mujer negra para el tribunal, en caso de que se produjera una vacante. El nombramiento de Jackson para el Circuito de DC, considerado el segundo tribunal federal más influyente de los Estados Unidos, solo detrás de la Corte Suprema, fue visto como una preparación para un posible ascenso a la Corte Suprema. El anuncio de su jubilación por parte del juez Stephen Breyer daba la oportunidad a los demócratas de sustituirlo por una jueza progresista. El 7 de abril de 2022 Jackson fue finalmente confirmada como la primera mujer negra miembro de la Corte Suprema de los EE. UU.